# Filialkirche St. Florian ob Mannsberg

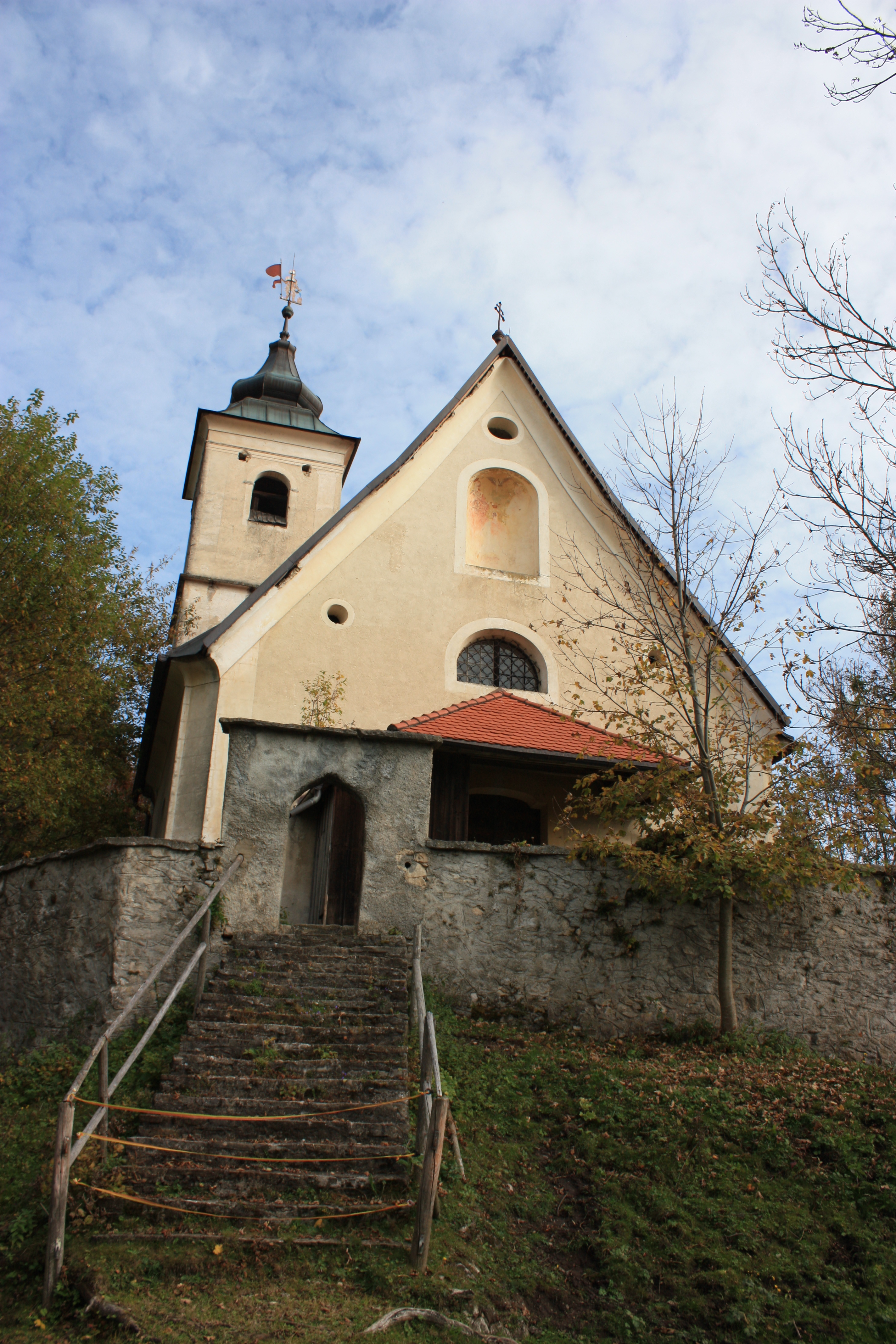

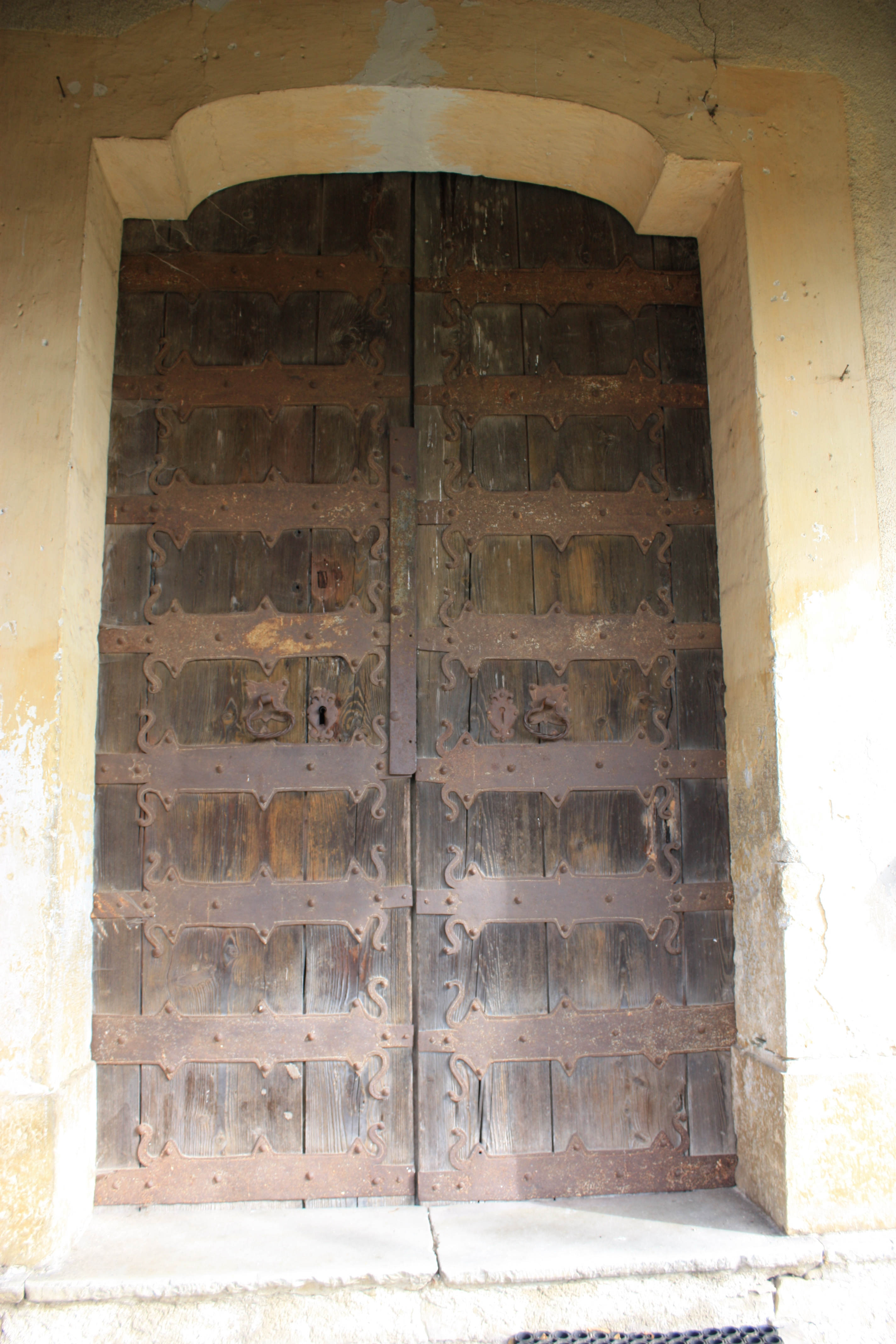
Portal

Die Filialkirche St. Florian ob Mannsberg steht in der Gemeinde Kappel am Krappfeld in 835 Meter Höhe auf dem Höhenzug zwischen dem Krappfeld und dem Görtschitztal. Der Sakralbau gehört zur römisch-katholischen Pfarre St. Martin am Krappfeld. Im Volksmund wird die Kirche „windischer Florian“ genannt, im Gegensatz zum „deutschen Florian“ am gegenüberliegenden Gunzenberg. Am  4. Mai oder am nächstfolgenden Sonntag ist die Kirche Ziel von Wallfahrten.

## Baubeschreibung
Die von einer Friedhofsmauer umgebene spätgotische Kirche wurde im Barock erweitert. Der Kirchturm mit barocken Schallfenstern und Helm steht an der Nordseite des Langhauses. Die Westfassade mit Portalvordach besitzt im Giebelfeld eine große Figurennische. Im 17. Jahrhundert wurde die Kirche um ein Joch nach Westen verlängert und um die Seitenschiffe verbreitert. Aus der Barockzeit stammen der Kapellenanbau an der nördlichen Schrägwand und der Anbau an der Südseite, der als Sakristei dient. Das Langhaus ist mit Ausnahme des kreuzgratgewölbten westlichen Joch mit einer Tonne gewölbt, die zum Teil Stichkappen aufweist. Ein hoher spitzbogiger Triumphbogen verbindet das Langhaus mit dem einjochigen Chor mit Fünfachtelschluss und einfachen Maßwerksfenstern aus dem 15. Jahrhundert. Hier erhebt sich ein Netzrippengewölbe über zarten polygonalen Wanddiensten.

## Einrichtung
Der Hochaltar mit Säulenarchitektur wurde 1739–1741 geschaffen und 1747 gefasst. Die Mittelfigur des heiligen Florians wird flankiert von den Statuen der Apostel Petrus und Paulus, über den Opfergangsportalen stehen die Heiligen Oswald und Donatus. Im Aufsatz ist die Heilige Dreifaltigkeit, umgeben von anbetenden Engeln, dargestellt.
Der linke Seitenaltar von 1669 besteht aus einer Rahmenarchitektur mit einer rundbogigen Mittelnische, seitlichen flachen Muschelnischen sowie eine ornamental gestaltete Nische zwischen kleinen Voluten als Aufsatz. Der Altar ist mit einfachen Knorpelwerk, Fruchtgehänge, seitlichen Ohren und Cherubsköpfen an Sockel, Nischen und Aufsatz sowie einem Marienmonogramm am geschnitzten Antependium verziert. Der Altar trägt eine Marienstatue und im Aufsatz einen 1669 geschnitzten heiligen Sebastian.
Der Johannes-Nepomuk-Altar aus dem ersten Viertel des 18. Jahrhunderts mit geschnitzten Antependium und flachen Schnitzretabel zeigt am Altarblatt mit reicher Rankenrahmung Johann Nepomuk und im um 1720 gemalten Oberbild den sterbenden Franz Xaver.
In der Sakristei ist ein Altar von 1637 mit einer Ädikula auf hohem Sockel, seitlichen Baldachinbögen, mit Weinranken verzierten Säulenschäften und einem gesprengten Dreiecksgiebel als Aufsatz aufgestellt. Der Altar trägt eine Figur der heiligen Helena aus der Mitte des 18. Jahrhunderts sowie seitlich die um 1665 entstandenen Statuen der Heiligen Barbara und Katharina.
Der Florianaltar in der Seitenkapelle stammt aus dem ersten Viertel des 18. Jahrhunderts und zeigt im Aufsatzbild die Krönung Mariens.
Die klassizistische Kanzel vom Ende des 19. Jahrhunderts trägt auf der Verdachung das apokalyptische Lamm und die Gesetzestafeln.
Die Konsolfigur der Madonna mit Kind an der Nordwand über dem Turmportal entstand um 1665.
Die neoklassizistischen Kreuzwegsbilder wurden Anfang des 20. Jahrhunderts geschaffen.